# Melanchthonhaus (Bretten)

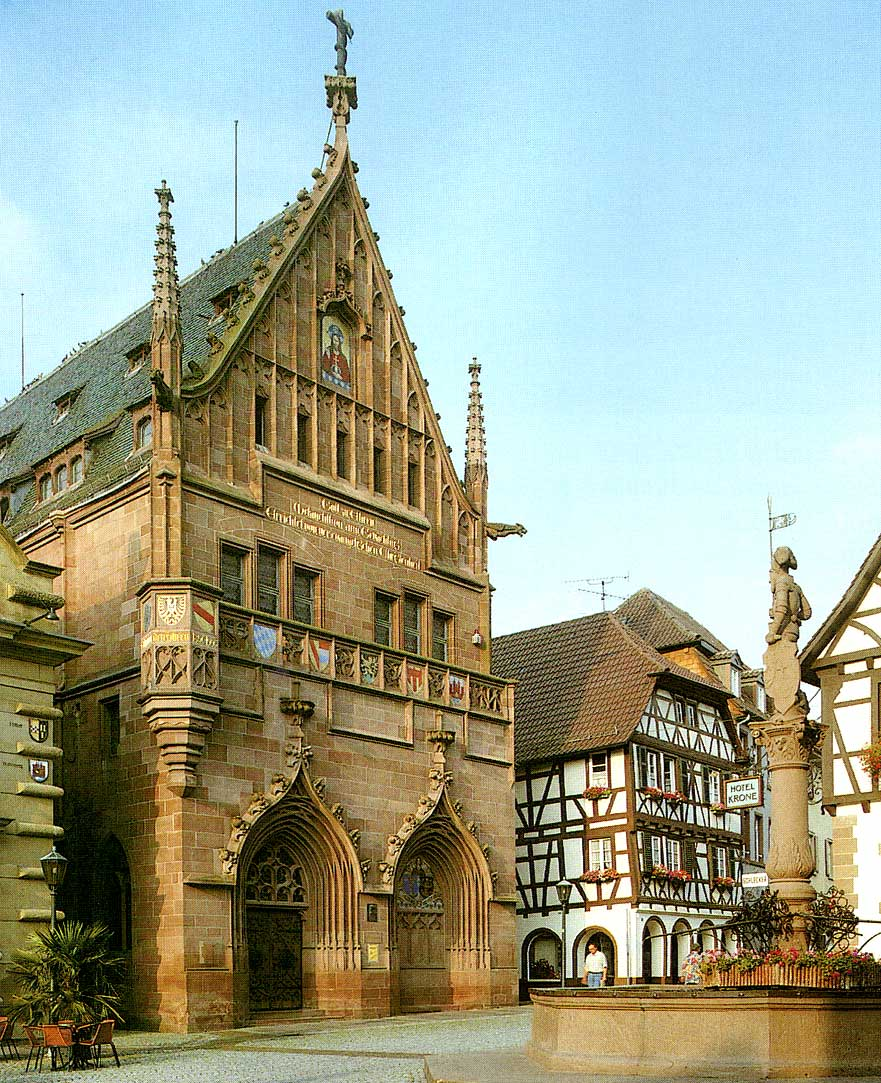
Melanchthonhaus in Bretten, Zustand 2005

Das Melanchthonhaus in Bretten ist ein Museum zur Geschichte der Reformation und eine Forschungseinrichtung zu Philipp Melanchthon. Neben einer Ausstellung zum Leben Melanchthons befinden sich im Haus eine Forschungsstelle, eine Spezialbibliothek und eine Dokumentationsstelle zur internationalen Melanchthon-Forschung.

## Geschichte
Das Gebäude wurde ab 1897 am Standort des 1689 zerstörten Geburtshauses von Philipp Melanchthon errichtet. Die Anregung zum Bau kam vom Kirchenhistoriker Nikolaus Müller. Der Entwurf des Gebäudes stammt von Johannes Vollmer, die Bauausführung wurde von Hermann Billing und Wilhelm Jung überwacht. Den Fassadenschmuck führten die Brettener Handwerker Ludwig Christof Meffle und Johann Schick aus. Am 25. Juni 1903 wurde das Haus eingeweiht.
Die äußere Gestalt und die Ausstattung des neuspätgotisch gestalteten Hauses sind weitgehend unverändert erhalten. Auf der Schauseite zum Marktplatz von Bretten befindet sich über zwei spätgotischen Portalen ein mit Wappen verzierter Balkon, darüber ein mächtiger von Fialen gefasster Giebel, der die Inschrift „Gott zu Ehren – Melanchthon zum Gedächtnis – Errichtet von der Evangelischen Christenheit“ trägt. Ein Giebelbild zeigt Christus als Weltenherrscher.

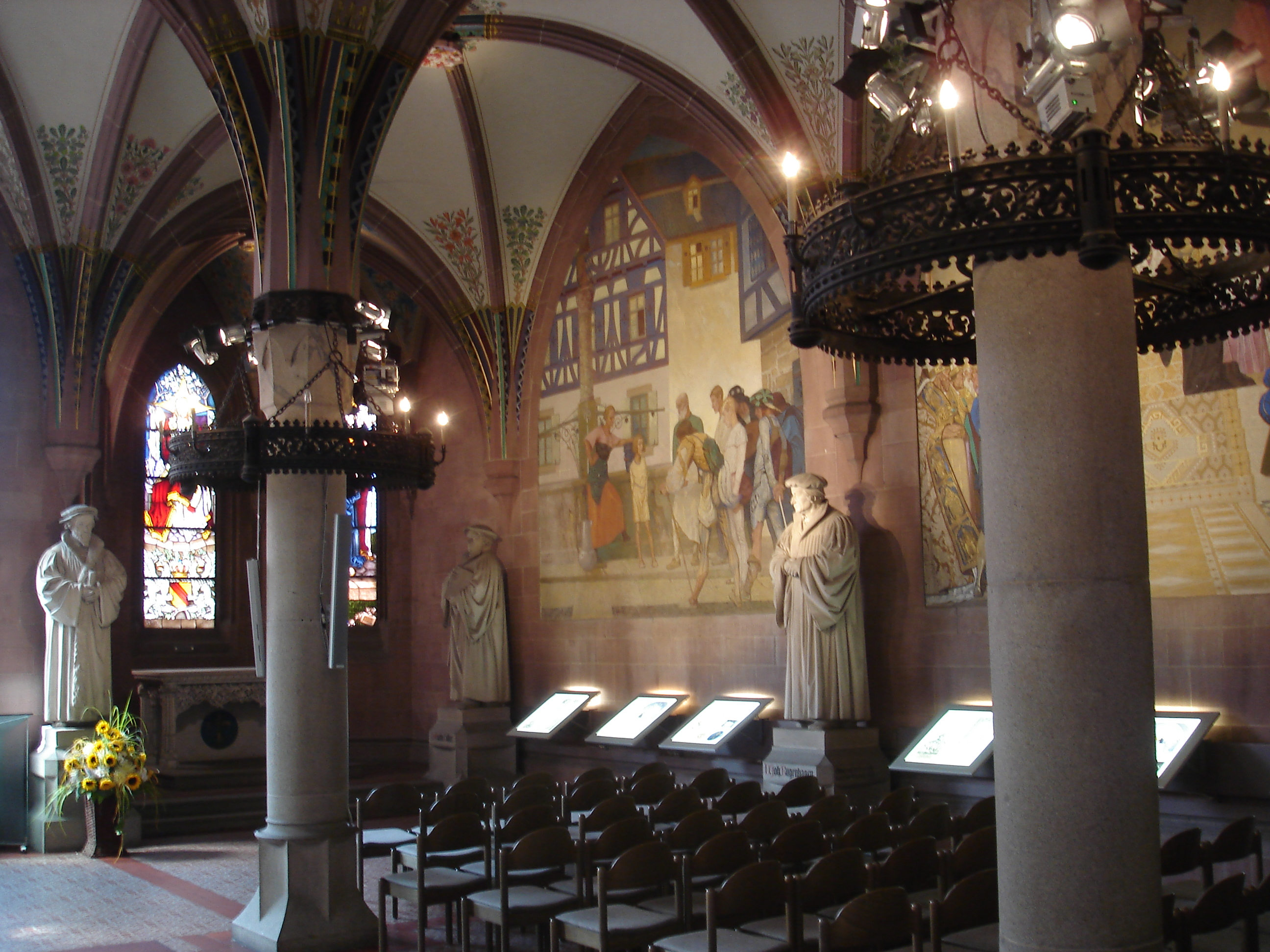
Gedächtnishalle

Im Inneren befindet sich im Erdgeschoss eine freskengeschmückte Gedächtnishalle mit Statuen von Melanchthon und seinen Weggefährten. Die Apsis der Halle nimmt einen Altar auf, so dass der Raum auch für Gottesdienste genutzt werden kann. Die vier Räume im ersten Obergeschoss sind thematisch ausgerichtet: Das „Fürstenzimmer“ stellt die politischen Rahmenbedingungen der Reformation dar, das „Humanistenzimmer“ präsentiert wichtige Zeitgenossen Melanchthons, das „Theologenzimmer“ ist dem Studierzimmer Melanchthons in Wittenberg nachgebildet und das „Städtezimmer“ ist mit den Wappen der 121 Städte geschmückt, mit denen Melanchthon in Verbindung stand.
Glasfenster für das Haus schufen die  Glasmaler Rudolf und Otto Linnemann aus Frankfurt.
Seit 2004 ist das Melanchthonhaus Sitz der Europäischen Melanchthon-Akademie Bretten. Ihr Ziel ist insbesondere die Erforschung des geistigen und kulturellen Erbes Melanchthons für das heutige Europa.

## Bibliothek
Die Bibliothek umfasst heute etwa 11.000 Bände zur Reformationsgeschichte, wovon 4277 den Altbeständen vor 1900 zuzuordnen sind, darunter eine Inkunabel. Grundstock der Bibliothek waren Schenkungen und der Nachlass von Nikolaus Müller, insgesamt etwa 1600 Bände. Durch seine Vermittlung konnten 400 Bände aus dem Nachlass von Wilhelm Ludwig Krafft erworben werden, wie auch Dubletten der Wittenberger Lutherhalle. Durch weitere Zustiftungen wuchs der Bestand bis 1960 auf 5140 Titel und bis heute auf etwa 11.000 Titel an, darunter 1300 Bände aus dem Nachlass des Melanchthon-Bibliographen Wilhelm Hammer.
Fachlich wird die Bibliothek von der Badischen Landesbibliothek betreut.